# 13 ventôse
13 pluviôse 13 germinal
Le tridi 13 ventôse, officiellement dénommé jour de la fumeterre, est le 163e jour de l'année du calendrier républicain.
C'était généralement le 3e jour du mois de mars dans le calendrier grégorien.